# Yasuhito Tomita
Yasuhito Tomita (富田 康仁 Tomita Yasuhito?), född 18 april 1990 i Aichi prefektur, är en japansk fotbollsspelare.
Tomita började sin karriär 2013 i Zweigen Kanazawa. 2018 flyttade han till Azul Claro Numazu.